# Baron Clarina
Baron Clarina, of Elm in the County of Limerick, war ein erblicher britischer Adelstitel in der Peerage of Ireland.

## Verleihung und Erlöschen
Der Titel wurde am 28. Dezember 1800 für den General und ehemaligen irischen Unterhausabgeordneten Eyre Massey, geschaffen. Er war ein jüngerer Bruder des 1. Baron Massy.
Der Titel erlosch beim Tod seines Ururenkels, des 6. Baron, am 4. November 1952.

## Liste der Barone Clarina (1800)
- Eyre Massey, 1. Baron Clarina (1719–1804)
- Nathaniel Massey, 2. Baron Clarina (1773–1810)
- Eyre Massey, 3. Baron Clarina (1798–1872)
- Eyre Massey, 4. Baron Clarina (1830–1897)
- Lionel Massey, 5. Baron Clarina (1837–1922)
- Eyre Massey, 6. Baron Clarina (1880–1952)